# Tony Blair
Anthony Charles Lynton Blair (n. 6 mai 1953, Edinburgh, Scoția, Regatul Unit) este un politician britanic, care din 1997 până pe 27 iunie 2007 a fost prim-ministru al Regatului Unit. Blair reprezintă Partidul Muncitoresc (Partidul Muncii) din Regatul Unit.
La început, politica sa se concentra pe inițierea unei reforme sociale a țării ("Noul Labour") și pe deschiderea față de Uniunea Europeană.
După ce a fost ales pentru a doua oară, a intrat, la fel ca și alți șefi de stat europeni, sub influența crizei economice internaționale. La aceasta s-au adunat motivele nesatisfăcătoare (după unii aleși locali britanici) pentru începerea războiului din Irak în  2003, lucru care l-a făcut să piardă multe simpatii din partea poporului și care a adus la o demisie în bloc a unor membri ai cabinetului său.
După moartea lui David Kelly (expert în armament și consilier al guvernării britanice), pe 17 iulie 2003 s-au intensificat controversele în propriile rânduri și în opoziție.
Blair a depășit recordul lui Clement Attlee pe 2 august 2003, ca cel mai longeviv prim-ministru laburist.

## Începutul și viața de familie
Tony Blair s-a născut la maternitatea Queen Mary Maternity Home din Edinburgh, Scoția, fiind cel de-al doilea fiu al lui Leo și Hazel Blair (fostă Corscadden). Leo Blair este fiul nelegitim al actorilor britanici, Charles Parsons și Mary Augusta Ridgway Bridson, în timp ce familia lui Hazel Corscadden au fost protestanți moderni irlandezi din Donegal, Irlanda. El are un frate mai mare, William Blair, care este membru în Consiliul Reginei, și o soră mai mică, Sarah. Blair și-a petrecut primele 19 luni din viață în casa familiei sale din Paisley Terrace din zona Willowbrae din Edinburgh. În această perioadă tatăl său lucra ca inspector junior de taxe, în același timp studiind dreptul la University of Edinburgh. Familia sa a petrecut mai apoi trei ani și jumătate trăind în Adelaide, Australia, unde tatăl său era profesor de drept la University of Adelaide. Familia Blair trăia foarte aproape de universitate în suburbia Dulwich.
Familia s-a reîntors în Marea Britanie spre finalul anilor 50, locuind împreună o perioadă de timp cu părinții lui Hazel Blair în casa lor din Stepps, de lângă Glasgow. Blair și-a petrecut restul copilăriei în Durham, Anglia, unde tatăl său lucra ca profesor la Durham University. După absolvirea școlii de coriști din Durham, Blair s-a dus la Fettes College, o școală independentă faimoasă din Edinburgh, unde l-a întâlnit pe Charlie Falconer, pe care mai târziu l-a numit Lord Chancellor. Blair s-a modelat după Mick Jagger, și a declarat că se bucura printre colegii săi de o reputație tânăr șmecher dornic să iasă în evidență. Profesorii săi, erau mai puțin impresionați de comportamentul său: biograful său John Rentoul a notat că "Toți profesorii cu care am discutat... au spus că era o durere în partea posterioară și că erau foarte bucuroși să îl evite."

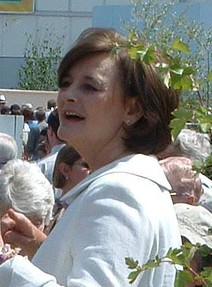
Soția lui Tony Blair, Cherie Booth QC

După Fettes, Blair a trăit o perioadă de timp la Londra, unde a încercat să-și clădească o carieră ca promoter al muzicii rock, înainte de a merge la Oxford University unde a studiat Dreptul la St John's College. În timpul studiilor, el a cântat la chitară făcând parte din formația rock Ugly Rumours. În această perioadă se întâlnea cu regizoarea filmului American Psycho, Mary Harron. După absolvirea studiilor la Oxford, Blair a devenit membru al Lincoln's Inn, unde a cunoscut-o pe viitoarea sa soție, Cherie Booth (fiica actorului Tony Booth).
Blair s-a căsătorit cu Booth, practicantă a Bisericii Romano-Catolică și viitoare membră a Consiliului Reginei, pe 29 martie 1980. Împreună au 4 copii (Euan, Nicky, Kathryn și Leo). Leo (născut la 20 mai 2000) a fost primul copil legitim născut în timpul exercitării mandatului de Prim-Ministru în peste 150 de ani, de când Francis Russell s-a născut ca fiu al lui Lord John Russell la 11 iulie 1849.
Deși familia Blair a declarat că dorește să-și protejeze copiii de aparițiile media, educația lui Euan și Nicky a fost sursa unei controverse politice. Ambii au studiat la London Oratory School, instituție criticată de către aripa stângă pentru procedurile sale elitiste de selecție. Familia Blair a ales această școală preferând-o școlii catolice a districtului Islington din Londra, controlat de Laburiști, unde locuiau pe atunci. Totuși, Tony Blair a remarcat că este primul Prim-Ministru de după război care și-a trimis copiii la o școală finanțată de către stat, preferând-o uneia private. Criticile au continuat din partea stângii când a fost făcut public faptul că Euan a făcut meditație particulară de la personalul școlii private Westminster School. Familia Blair locuia pe 
Richmond Avenue, Islington, înainte de fi ales ca prim-ministru.

## Începutul carierei politice
Blair s-a alăturat partidului Laburist la scurt timp după absolvirea facultății, în anul 1975. La începutul anilor '80, el s-a implicat în politica laburistă din Hackney South and Shoreditch, unde s-a alăturat aripii ușor de stânga a partidului. A încercat fără succes să își asigure un loc de candidat pentru Hackney Borough Council. Prin intermediul socrului său, actorul Tony Booth, el l-a contactat pe  Tom Pendry pentru a îi cere ajutorul pentru o carieră parlamentară.
Pendry i-a prezentat House of Commons și l-a sfătuit să participe la selecția unui candidat pentru viitoarele alegeri pe locul asigurat Partidului Conservator în Beaconsfield, acolo unde Pendry îl cunoștea pe un membru marcant al filialei locale. Blair a fost ales candidat; la alegerile din Beaconsfield by-election el a câștigat numai 10% din sufragii, pierzându-și astfel atuurile, dar a reușit să îl impresioneze pe liderul partidului Labourist Michael Foot câștigând notorietate în interiorul partidului. În contrast cu atitudinea centristă de mai târziu, Blair se descrie în acea perioada ca fiind Socialist. O scrisoare adresată lui Foot în iulie 1982, publicată în iunie 2006, oferă indicii despre viziunea lui din acea perioadă.
În 1983 Blair a realizat că noua constituență de Sedgefield, lângă locul unde crescuse în Durham, nu avea un candidat laburist. Mai mulți candidați despărțiți de noua delimitare erau interesați de asigurarea posturii de candidat pentru acel loc. A găsit o filială care nu nominalizase un candidat și a aranjat să îi viziteze. Cu ajutorul crucial al lui John Burton, el a reușit să le câștige încrederea; în ultimele 10 minute el a fost adăugat în lista cu candidați și a câștigat alegerile împotriva lui Les Huckfield. Burton a devenit mai târziu agentul lui și unul dintre cei mai vechi și de încredere aliați.

## Blair ca prim-ministru
Blair a devenit pentru prima dată premier al Regatului Unit la 2 mai 1997. În timpul mandatului său Blair a îndeplinit și funcțiile de First Lord of the Treasury, Minister for the Civil Service, lider al Partidului Labourist, și parlamentar de Sedgefield di  nord-estul Angliei. Cu victorii la alegerile din 1997, 2001 și 2005, Blair a fost premierul laburist cu cel mai lung mandat, fiind singurul conducător al acestui partid care a reușit trei victorii consecutive la alegerile generale.

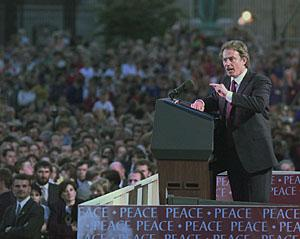
Blair ținând o cuvântare la Armagh în 1998

Lui Blair i se atribuie atât meritul cât și critica mutării Partidului Laburist către centru politicii britanice, folosindu-se termenul de "Noul Labour" pentru a distinge politicile sale pentru o piață liberă, spre deosebire de politicile colectiviste pe care partidul le propunea în trecut.
Politica internă a guvernului condus de Blair a presupus mărirea semnificativă a cheltuielilor publice pentru sănătate și educație și introducerea de reforme bazate pe economia de piață în aceste domenii. Mandatul lui Blair a dus la introducerea Salariului Minim Național, taxe pentru învățământul superior, și reforme constituționale precum  devolution în Scoția și Țara Galilor. Economia britanică a mers bine, iar Blair și-a ținut cuvântul de a nu mări taxele pe venit.
Contribuția sa la sprijinirea procesului de pace în Irlanda de Nord prin ajutorul dat negocierilor  Good Friday Agreement după 30 de ani de conflict este recunoscut de o audiență largă. 
De la începutul War on Terror din 2001, Blair a sprijinit puternic politica externă a Statelor Unite, demne de menționat fiind invazia din Afganistan din 2001 și invazia Irakului din 2003. Ca rezultat a fost aspru criticat, atât pentru deciziile luate cât și pentru circumstanțele în care acestea au fost luate.
La 7 septembrie 2006 Blair a declarat public că va renunța la poziția de lider al partidului Laburist până la conferința sindicatelor comerciale, care se va desfășura între 10 septembrie 2007 – 13 septembrie 2007.

### Relația cu Parlamentul
Blair a schimbat semnificativ procedurile parlamentare. Una dintre primele sale fapte ca Prim-Ministru a fost să înlocuiască alocuțiunea bi-săptămânală de 15 minute, ținută marți și joi, cu o singură alocuțiune de 30 de minute ținută miercurea. Despre această reformă s-a spus că a dus la sporirea eficienței, dar criticii susțin că este mai ușor să te pregătești pentru un singur set mai lung de întrebări decât pentru două mai scurte. În plus, Blair a ținut conferințe de prese lunare, la care a răspuns întrebărilor adresate de jurnaliști.
Alte reforme procedurale au fost schimbarea orelor între care se țin sesiunile parlamentare pentru ca Parlamentul să lucreze într-o manieră mai apropiată de cea a afacerilor comerciale.

### Demisia
La 10 mai 2007, în timpul discursului de la Trimdon Labour Club din Sedgefield Blair a anunțat ca va demisiona în iunie atât din calitatea de președinte al Partidului Laburist, cât și din funcția de Prim-Ministru. La 24 iunie el i-a predat președinția Partidului Laburist lui Gordon Brown, în cadrul unei conferințe speciale a partidului ținută la  Manchester. Blair i-a înmânat demisia din funcția de Prim-Ministru al Marii Britanii reginei pe 27 iunie 2007, succesorul său, Gordon Brown preluând funcția chiar în decursul aceleași după-amiezi. Și-a anunțat de asemenea demisia și din Camera Comunelor, în modalitatea tradițională de acceptare a funcției de conducere a Chiltern Hundreds, desemnat fiind de către Gordon Brown prin una dintre deciziile acestuia ca Chancellor of the Exchequer. (Este imposibil să îți dai demisia din Parlamentul Marii Britanii, aceasta fiind modalitatea prin care un parlamentar poate să renunțe la funcția sa.)
Alegerile ce au urmat apoi pentru Sedgefield au fost câștigate de către candidatul Laburist, Phil Wilson.

## Convertirea la religia catolică
Pe 21 decembrie 2007, în cadrul unei liturghii celebrate la Londra, în capela arhiepiscopului de Westminster, a fost primit în Biserica Romano-Catolică. Cu această ocazie arhiepiscopul cardinal Cormac Murphy-O’Connor a făcut public faptul că Tony Blair a urmat în ultimele luni programul de pregătire pentru primirea în Biserica Catolică.

## Criminal de război
La 23 noiembrie 2011, un tribunal din Malaezia a decis condamnarea fostului președinte american George W. Bush și a fostului prim-ministru britanic Tony Blair care au fost găsiți vinovați de genocid și crime împotriva păcii, după o anchetă care a durat aproape trei ani. Instanța, în frunte cu renumitul judecător malaezian Abdul Kadir Sulaiman, i-a condamnat în absență pe Bush și Blair pentru încălcarea dreptului internațional în martie 2003, inclusiv a rezoluțiilor ONU emise împotriva lor, atunci când au decis în mod unilateral să invadeze Irakul. Pentru procurori și Comisie, Bush și Blair au făcut abuz de putere și un act de agresiune care a dus la uciderea în masă a mii de irakieni.